# Estación de Weite
La estación de Weite es la principal estación ferroviaria de la localidad suiza de Weite, perteneciente a la comuna suiza de Wartau, en el Cantón de San Galo.

## Historia y ubicación
La estación de Weite fue inaugurada en 1858 con la apertura del tramo Rheineck - Sargans de la línea férrea Rorschach - Sargans por parte del Vereinigte Schweizerbahnen (VSB). La compañía pasaría a ser absorbida por los SBB-CFF-FFS.
La estación se encuentra ubicada en el este de la localidad de Weite, situada en el este de la comuna de Wartau. Cuenta con un andén lateral al que accede una vía pasante.
En términos ferroviarios, la estación se sitúa en la línea Rorschach - Sargans. Sus dependencias ferroviarias colaterales son la estación de Sevelen hacia Rorschach y la estación de Trübbach en dirección Sargans.

## Servicios ferroviarios
Los servicios ferroviarios de esta estación están prestados por SBB-CFF-FFS:

### Regionales
- R Buchs - Sargans. Trenes cada hora en ambos sentidos.